# USS Reprisal (CV-35)
USS "Reprisal" (CV-35) – lotniskowiec typu Essex , którego budowa nie została ukończona. Jego stępka została położona 1 lipca 1944 roku w New York Naval Shipyard w Nowym Jorku. 12 sierpnia 1945, kiedy budowa była ukończona w połowie, budowa została anulowana.
W 1946 roku kadłub został zwodowany, bez oficjalnej ceremonii, aby opróżnić pochylnię. Później był używany w Zatoce Chesapeake do różnych doświadczeń, zakończonych próbami z materiałami wybuchowymi. W styczniu 1949 kadłub odwiedziła inspekcja, aby sprawdzić możliwość ukończenia go. Ten plan jednak porzucono i "Reprisal" został sprzedany 2 kwietnia 1949 firmie Boston Metals Corporation z Baltimore z przeznaczeniem złomowania. W listopadzie 1949 roku został zezłomowany.

## Fikcja
Pomimo tego, że nigdy nie został ukończony, "Reprisal" wystąpił w serialu telewizyjnym JAG. Jego rolę grał jednak USS "Forrestal" (CV-59)